# Siddharta 99...02
Siddharta 99...02 je prvi kompilacijski album slovenske rock skupine Siddharta, izdan 18. septembra 2003. Album je izdala njihova bivša založba Multimedia, saj je imela pravice do pesmi iz časa, ko so bili še njihova uradna založba. Na svoji spletni strani so na dan izdaje albuma objavili svoj odziv:
| “ | Zaenkrat o pogledovanju v preteklost v obliki izdaje antologij, best of itd, ne razmišljamo, ker menimo, da zanje še ni pravi čas. Zato omenjenega projekta založbe Multimedia NE PODPIRAMO in ga ne štejemo kot projekt skupine Siddharta, pač pa kot poizkus izkoriščanja popularnosti skupine, še posebej ob uspelem koncertu 13. septembra 2003 na stadionu. | ” |

## Seznam pesmi
Avtorske pravice so navedene pri originalnih izvedbah pesmi.
| Št.             | Naslov                                       | Dolžina |
| --------------- | -------------------------------------------- | ------- |
| 1.              | „Platina‟                                    | 4:46    |
| 2.              | „Siddharta‟                                  | 6:29    |
| 3.              | „B mashina‟                                  | 4:31    |
| 4.              | „Stipe‟                                      | 5:20    |
| 5.              | „Le mavrica‟                                 | 3:32    |
| 6.              | „L.E.‟ (v živo)                              | 5:29    |
| 7.              | „Orion Lady‟ (v živo)                        | 8:36    |
| 8.              | „Od višine se zvrti‟ (priredba Martin Krpan) | 4:02    |
| 9.              | „Lunanai‟                                    | 4:04    |
| 10.             | „Samo edini‟                                 | 4:48    |
| 11.             | „Autumn Sun‟                                 | 4:12    |
| 12.             | „Pot v X‟                                    | 4:06    |
| 13.             | „Klinik‟                                     | 3:29    |
| 14.             | „Farmer‟                                     | 2:53    |
| 15.             | „Na soncu‟                                   | 3:41    |
| Skupna dolžina: | Skupna dolžina:                              | 69:58   |

## Zasedba

### Siddharta
- Tomi Meglič – vokal, kitara
- Primož Benko – kitara
- Boštjan Meglič – bobni
- Cene Resnik – saksofon
- Jani Hace – bas kitara
- Tomaž Okroglič Rous – klaviature, programiranje

### Dodatni glasbeniki
- Primož Majerič – bas kitara